# Анзолељо (Кунео)
Анзолељо је насеље у Италији у округу Кунео, региону Пијемонт.
Према процени из 2011. у насељу је живело 5 становника. Насеље се налази на надморској висини од 1275 м.